# Niarada
Niarada è un census-designated place (CDP) degli Stati Uniti d'America, situato nello stato del Montana, diviso tra la contea di Flathead, la contea di Lake e la contea di Sanders.